# Тјелгарт
Тјелгарт (слч. Telgárt) насељено је мјесто са административним статусом сеоске општине (слч. obec) у округу Брезно, у Банскобистричком крају, Словачка Република.

## Становништво
| Година:    | 1994. | 2004.   | 2014.   | 2024.   |
| ---------- | ----- | ------- | ------- | ------- |
| Број људи: | 1630  | 1531    | 1530    | 1506    |
| Разлика:   |       | -6,07 % | -0,06 % | -1,56 % |

| Година:    | 2023. | 2024.   |
| ---------- | ----- | ------- |
| Број људи: | 1525  | 1506    |
| Разлика:   |       | -1,24 % |

Према подацима о броју становника из 2011. године насеље је имало 1.541 становника.